# شعب الاعدون (ذي السفال)

تعديل مصدري - تعديل

شعب الاعدون محلة تابعة لقرية الاعدون، التابعة لعزلة ذي الحود ومعاين بمديرية ذي السفال إحدى مديريات محافظة إب في الجمهورية اليمنية، بلغ تعداد سكانها 29 حسب تعداد اليمن لعام 2004.